# Årsamplitud
Inom klimatologi är årsamplitud ett mått på årstidsvariationen i temperatur och definieras som skillnaden mellan medeltemperaturen i juli och februari.